# Stephanie Beckert
Stephanie Beckert, née le 30 mai 1988 à Erfurt, est une patineuse de vitesse allemande.
Son frère Patrick Beckert est aussi un patineur de vitesse.

## Palmarès
- Jeux olympiques
  -  Médaille d'or en poursuite par équipes aux Jeux olympiques d'hiver de 2010 de Vancouver
  -  Médaille d'argent sur 3 000 m aux Jeux olympiques d'hiver de 2010 de Vancouver
  -  Médaille d'argent sur 5 000 m aux Jeux olympiques d'hiver de 2010 de Vancouver

- Championnats du monde simple distance de patinage de vitesse
  -  Médaille d'argent sur 5 000 m aux Championnats du monde 2011 à Inzell
  -  Médaille de bronze sur 3 000 m aux Championnats du monde 2011 à Inzell
  -  Médaille de bronze en poursuite par équipesaux Championnats du monde 2011 à Inzell